# Pseudonaja textilis
Pseudonaja textilis, nibykobra siatkowana – gatunek węża z rodziny zdradnicowatych (Elapidae). Występuje w Australii i na Nowej Gwinei (Papua-Nowa Gwinea i Indonezja). Należy do najbardziej jadowitych węży na świecie, jednakże jego ukąszenie najczęściej jest suche.